# Oštrc
Oštrc (dt. Osterberg in der Unterkrain) ist eine kleine Ortschaft im Südosten Sloweniens.
Sie liegt im Žumberak-Gebirge (deutsch: Sichelgebirge) und befindet sich fünfzehn Kilometer nordwestlich von Krašić. Die Ortschaft setzt sich aus den zwei Ortsteilen Gornji und Dojni Oštrc (dem Oberen und Unterem Oštrc) zusammen. Sehenswert ist die mittelalterliche Pfarrkirche Hl. Maria Magdalena, die im Jahre 1827 weiter ausgebaut wurde. Das heutige Pfarrhaus ließ der römisch-katholische Bischof Čolnić im Jahre 1752 errichten.